# Pain Is Beauty
Pain Is Beauty (с англ. — «Боль прекрасна») — третий студийный альбом американского автора-исполнителя Челси Вулф, выпущенный 3 сентября 2013 года лейблом Sargent House.

## Об альбоме

### Музыка
Издание Consequence of Sound описало альбом так: «добавление синтезаторов и секвенированных ритмов создаёт обширный гибрид трёх предыдущих альбомов певицы». Веб-сайт также отметил «характерные черты соблазнительного готик-рока, психо-фолка и пост-панка».

### Тексты песен
Тематически Pain Is Beauty, как говорят, в основном посвящён идеалистической любви. Хотя Вулф также заявила следующее: 

Это не концептуальный альбом. В нём много разных вещей: речь идёт о предках, о природе, о мучительной любви и о том, как преодолевать трудности. В этом альбоме много разных тем.
 По словам Вулф, красное платье, которое она носит на обложке альбома, символизирует вулканическую лаву. Что касается названия альбома, Вулф призналась, сказав что: 

<…> у нас всегда будут по-настоящему тяжёлые ситуации, и мы просто должны быть сильными, и если мы преодолеем их, то станем мудрее, а наша жизнь станет прекраснее.

## Отзывы критиков
| Совокупная оценка    | Совокупная оценка |
| Источник             | Оценка            |
| -------------------- | ----------------- |
| AnyDecentMusic?      | 7.7/10            |
| Metacritic           | 82/100            |
| Оценки критиков      |                   |
| Источник             | Оценка            |
| AllMusic             | [ 3 ]             |
| Consequence of Sound | [ 1 ]             |
| DIY                  | 7/10              |
| Drowned in Sound     | 8/10              |
| The Irish Times      | [ 11 ]            |
| MusicOMH             | [ 12 ]            |
| NME                  | 6/10              |
| Pitchfork Media      | 8.0/10            |
| PopMatters           | 8/10              |
| Uncut                | 8/10              |

Pain Is Beauty был хорошо принят музыкальными критиками после его первого релиза. Сайт Metacritic поставил альбому среднюю оценку в 82 балла на основе 17 рецензий, что указывает на «всеобщее признание».
В своей положительной рецензии Нейт Чинен из New York Times прокомментировал тональность альбома, отметив: «<…> привлекательную, но удушающую атмосферу Pain Is Beauty следует понимать как точный эстетический расчёт», также заявляя, что «Pain Is Beauty, её четвертый альбом за три года, подтверждает её устойчивость как певицы и автора песен готического направления, тяготеющей к романтическому фатализму и прекрасному разрушению». Сравнивая альбом в отношении предыдущих записей Хизер Фарес из AllMusic выразила следующее: «Вулф делает выбор в пользу более полноценного звучания, чем в Unknown Rooms, в более сдержанном и эклектичном ключе, чем в Apokalypsis», — поясняет она. — «С помощью Бена Чисхолма и других её коллег она может свободно двигаться практически в любом направлении, которое выберет, и в итоге выбирает довольно сложный путь». В своём обзоре для Pitchfork Media Дженн Пелли заявила, что «песни Вулф о боли, они подчеркивают массивность и всепоглощающую мощь в духе Swans. Это эмоционально изматывающее и в то же время безумно приятное действо, длящееся почти час на протяжении 12 сумеречных треков с агрессивными крещендо, взвешенными передышками и подвешенной драмой. Чем медленнее её метаморфозы, тем тяжелее и кавернознее».
В нескольких рецензиях критиковалась целостность альбома; как отмечается на сайте Sputnikmusic «Хотя, возможно, на Pain Is Beauty Вулф выиграла бы от того, что потратила больше времени на написание песен и уточнение общего направления звучания альбома, впечатляющих песен всё ещё более чем достаточно, чтобы сделать их достойным дополнением к её каталогу».

## Список композиций
Слова и музыка всех песен — Челси Вулф.
| №                   | Название                                    | Длительность |
| ------------------- | ------------------------------------------- | ------------ |
| 1.                  | «Feral Love»                                | 3:22         |
| 2.                  | «We Hit a Wall»                             | 3:36         |
| 3.                  | «House of Metal»                            | 5:00         |
| 4.                  | «The Warden»                                | 3:53         |
| 5.                  | «Destruction Makes the World Burn Brighter» | 2:38         |
| 6.                  | «Sick»                                      | 5:35         |
| 7.                  | «Kings»                                     | 3:59         |
| 8.                  | «Reins»                                     | 5:15         |
| 9.                  | «Ancestors, the Ancients»                   | 4:35         |
| 10.                 | «They'll Clap When You're Gone»             | 5:52         |
| 11.                 | «The Waves Have Come»                       | 8:29         |
| 12.                 | «Lone»                                      | 2:37         |
| Общая длительность: | Общая длительность:                         | 55:09        |

## Участники записи
- Андреа Кальдерон — скрипка
- Анна Добос — фото для обложки
- Бен Чисхолм — бас-гитара, звукорежиссёр, сведение, продюсирование, программирование, синтезатор
- Челси Вулф — композитор, звукорежиссёр, гитара, сведение, продюсер, вокал
- Крис Коммон — сведение
- Дилан Фуйока — ударные
- Эзра Бухла — альт
- Кевин Доктер — гитара
- Кристин Кофер — фотограф
- Патрик Широиши — баритон-кларнет, саксофон
- Тревор Эрнандес — дизайн, вёрстка

## Чарты
| Чарт (2013 г.)            | Позиция в чарте |
| ------------------------- | --------------- |
| ( США) Folk Albums        | 25              |
| ( США) Heatseekers Albums | 22              |